# Gomphus amseli
Gomphus amseli là loài chuồn chuồn trong họ Gomphidae. Loài này được Schmidt mô tả khoa học đầu tiên năm 1961.